# 16-я смешанная авиационная дивизия ВМФ
16-я смешанная авиационная дивизия ВВС ВМФ — ныне не существующее воинское соединение Вооружённых Сил СССР и РФ во Второй мировой войне и послевоенный период, обеспечивавшее безопасность страны в азиатско-тихоокеанском регионе.

## История наименований
- 1-я авиационная группа ВВС ТОФ
- 16-я смешанная авиационная дивизия ВВС ВМФ
- 692-я минно-торпедная авиационная дивизия ВВС ВМФ
- 143-я минно-торпедная авиационная дивизия ВВС ВМФ
- 143-я минно-торпедная авиационная дивизия дальнего действия ВВС ВМФ
- 143-я морская ракетоносная Краснознамённая авиационная дивизия ВВС ВМФ
- 25-я морская ракетоносная дважды Краснознамённая авиационная дивизия ВВС ВМФ
- Условное наименование — в/ч 42957

## История дивизии
30.03.42 года в составе ВВС Тихоокеанского флота было сформировано управление 1-й авиационной группы по штату № 30/65 с дислокацией в с. Серафимовка (Приказ Командующего ТОФ № 0047 от 12.04.1942 г.). В состав 1-й АГ были включены авиачасти, дислоцирующиеся в районе Владимиро-Ольгинской военно-морской базы: 100-я, 101-я ОИАЭ (Серафимовка), 53-я ОМРАЭ (Ольга) и 15-е ОАЗ ВУ 6-го ОДН ТКА.
24.01.43 года управление 1-й АГ было передислоцирована в залив Ольга.
23.01.45 года 1-я АГ была переформирована в 16-ю смешанную авиационную дивизию с дислокацией в заливе Ольга (Циркуляр НГШ ВМФ № 01389 от 01.12.1944 г.).
К 4 июля 1945 года управление 16-й САД было сформировано по штату № 030/361. Дивизия подчинялась командующему ВВС ТОФ, в оперативном отношении — командиру Владимиро-Ольгинской ВМБ. В составе дивизии были:
— 60-й ШАП на аэр. Молдавановка (полк формировался в первом полугодии 1945 года на аэр. Романовка)
— 31-й ИАП на аэр. Молдавановка и Серафимовка
— 61-й ИАП на аэр. Великая Кема (полк формировался в первом полугодии 1945 года на аэр. Новонежино)
— 53-я ОМБРАЭ в зал. Ольга
— 15-е ОАЗ ВУ в зал. Ольга.
На вооружении этих частей были следующие летательные аппараты — ЛаГГ-3, Як-9, МБР-2 и Ил-2. Задача дивизии — прикрытие морских коммуникаций между портами Владивосток и Николаевск-на-Амуре.
Перед началом боевых действий дивизия была полностью подчинена командиру Владимиро-Ольгинской ВМБ.
В период войны с Японией части дивизии принимали участие в освобождении Южного Сахалина, выполнено 458 боевых вылетов без потерь личного состава, порядка семисот пятидесяти человек награждены правительственными орденами и медалями.
5 октября 1945 года было расформировано управление ВВС Северо-тихоокеанской флотилии. На его основе создаётся управление 3-го авиационного корпуса ВМФ, с дислокацией в Советской Гавани (Приказ командующего ТОФ № 011 от 22.01.1946 года). В состав 3-го АК вошла, в том числе 16-я САД.
10.10.45 года управление 16-й САД было передислоцировано на аэродром Отомари (Корсаков), с подчинением командующему ВВС СТОФ.
31-го января 1946 года 16-я САД передана в состав 3-го АК СахВФ.
25-го мая 1946 года управление дивизии было передислоцировано из Отомари в п. Таранай.
14 мая 1947 г. управление 3-го Авиационного Командования ВМС было переформировано в управление ВВС 7-го ВМФ, с дислокацией в г. Корсаков. В состав ВВС 7-го ВМФ также включена 16-я САД. Управление дивизии перебралось в Корсаков.
В июле 1950 года в состав дивизии временно была включена 131-я ОБУКАЭ из 5-го ВМФ, с базированием на аэр. Унаши. В ноябре этого года 58-й ИАП убыл в 15-ю САД, а взамен в дивизию передали 42-ИАП.
В соответствии с циркуляром начальника Главного штаба ВМФ № 0035 от 07.10.1947 г., в военном городке «Каменный ручей» с 1949 года началось интенсивное строительство аэродрома берегового базирования с твёрдым покрытием, жилых и служебных помещений. Целью строительства было определено создание на значительную перспективу в Северном Приморье крупной авиационной базы. Место строительства было определено лично Командующем ВВС ТОФ генерал-лейтенантом Евгением Николаевичем Преображенским. В дальнейшем вопросами строительства занимался генерал-майор Н. Н. Шарапов, руководством на месте — генерал-майор Наумов Н. А.. Основное строительство аэродрома и объектов продолжалось до 1953 года.
В 1952 году дивизия начинает перевооружение на реактивную технику. Поступили первые самолёты Ил-28.
4 мая 1953 года управление 16-й САД переименовывается в управление 692-й МТАД (Приказ Командующего ТОФ № 0035). Через два дня, 6 мая этого же года полки дивизии передислоцируются из Корсакова на аэродромы Май-Гатка и Десна, вблизи города Советская Гавань.
Ветераны сахалинский период вспоминают как исключительно неблагоприятный, в плане снабжения и бытовых условий. Именно в это время инженерно-технический состав получил кличку Ланцепупы, по причине хронически изношенной форме одежды.
Через 14 дней, 18 мая 1953 года 692-я МТАД переименовывается в 143-ю минно-торпедную авиационную дивизию, двухполкового состава. В состав дивизии вошёл 568-й МТАП (бывший 55-й полк пикирующих бомбардировщиков) и 570-й (бывший 64-й отдельный дальнебомбардировочный полк с АС Май-Гатка).
64-й ДБАП был сформирован в 1945 году на аэр. Южная Сергеевка как 35-я отдельная дальнебомбардировочная эскадрилья, для перегона американских самолётов В-29 в Москву, где впоследствии в КБ Туполева разработают их копию в виде Ту-4. После перегона самолётов эскадрилья была развёрнута в полк и переброшена на аэродром Унаши. В 1948 году полк перелетел на АС Май-Гатка, где дислоцировался до 1953 года, затем был переименован в 570-й минно торпедный полк.
Итак, в составе дивизии на 10 мая 1953 года числились: 568-й МТАП, 570-й МТАП, 1714-й отдельный батальон связи, 543-я школа младших авиационных специалистов, 169-я минно-торпедная часть, 244-я автокислорододобывающая станция, 140-я авиаремонтная мастерская, дом офицеров; с АС «Знаменское» в состав дивизии передана 3-я авиационная (техническая) база .
В течение 1953 года происходит поэтапная передислокация 568-го и 570-го авиационных полков, а также управления дивизии на новый аэродром Каменный Ручей, и получение новой авиатехники — самолётов Ил-28. К концу этого года постепенно прекращена эксплуатация старых типов — Пе-2, Ту-2, Ла-11, МиГ-15. Аэродром Каменный Ручей оставался постоянным местом дислокации управления дивизии и её полков вплоть до расформирования в 1994 году.
С февраля 1957 года дивизия в числе первых в Морской авиации переучивается на Ту-16, став лидерной на ТОФ. С аэродрома Багерово получены 4 самолёта Ту-4 (два носителя и два учебных штурманских). Это были единственные эксплуатирующиеся в боевых частях авиации ВМФ СССР самолёты подобного типа, причём весьма активно. Три самолёта числились в управлении дивизии, один был приписан в полк.
31 марта 1957 года, на основании Директивы ГШ ВМФ №ОМУ/4/30065, 143-я МТАД переведена на штат № 98/704-Б. На основании Директивы ГШ ВМФ №ОМУ/4/30335 от 03.10.57 г. дивизия получила к наименованию приставку — «дальнего действия».
В 1958 году в гарнизоне формируется 3-й отдельный истребительный авиационный отряд специального назначения, через год получивший название 269-я отдельная истребительная авиационная эскадрилья специального назначения (269-я ОИАЭ СпН), с прямым подчинением командиру дивизии, на самолётах-имитаторах ракет СДК-7 (МиГ-17СДК). Эскадрилья проработала неполных три года, и использовалась для различных исследований и подготовки к практическому применению ракет типа КС-1.
Полки дивизии переведены на 4-эскадрильный штат. Четвёртая эскадрилья в каждом полку — учебная.
На аэродроме Каменный ручей в 1958 году проходит переучивание на Ту-16 50-й гв. ОРАП из гарнизона Романовка. В процессе переучивания формируется 266-я ОДРАЭ, которая через два года убудет к постоянному месту дислокации на АС Елизово.
В 1959 году самолёты Ту-4 списаны и утилизированы.
1 октября 1960 года управление 10-го АК (бывш. ВВС СТОФ, ВВС 7-го ВМФ) в посёлке Бяудэ ликвидировано. 143-я МТАД ДД теперь подчинена напрямую командующему авиации ТОФ.
1 мая 1961 года 143-я МТАД ДД переименована в 143-ю морскую ракетоносную авиационную дивизию (Приказ МО СССР № 0028 от 20.03.61 г. и Приказ ГК ВМФ № 048 от 13.04.61 г.). В этом же году, в ходе дивизионных учений полки дивизии выполнили межфлотский манёвр, перелетев на аэродромы ЧФ.
До 1967 года в порядке эксперимента в 568-м полку существовала эскадрилья противолодочных самолётов Ту-16ПЛ (ПЛО). Этот самолёт был оборудован системой «Баку» и нёс гидроакустические буи. Аналогичное подразделение имелось в авиации Северного флота.
Указом Президиума Верховного Совета СССР от 22.02.1968 года, за большие заслуги личного состава в освоении техники и в связи с 50-летием ВС СССР, 143-я МРАД награждена орденом Красного знамени.
Гарнизон (дивизию) 4-е раза инспектировал Заместитель Министра обороны СССР, Главнокомандующий ВМФ СССР адмирал флота Советского Союза Горшков С. Г. — в 1957, 1963, 1971 и 1977 гг.
16 апреля 1977 года произведён межфлотский манёвр — перелёт в Североморск с дозаправкой в воздухе и пуск крылатых ракет в Норвежском море.
В 1980-м году полки дивизии начали переучивание на Ту-22М2, и осенью этого же года первая партия самолётов была получена на Казанском авиазаводе.
В 1986 году в 568-й МРАП поступил для опытной эксплуатации самолёт-целеуказатель и постановщик помех Ту-22МП (борт № 30 красный). После выполнения программы войсковых испытаний было дано неудовлетворительное заключение, в результате самолёт в серию не пошёл.
В 1992 году сняты с вооружения самолёты Ту-16. Оба полка дивизии переведены на двухэскадрильный штат.
В 1993 году, в целях сохранения боевых традиций, 143-я МРАД получает номер и почётные наименования от расформированной исторической 25-й МРАД ВВС ТОФ, без изменения условного наименования и места дислокации.
С 01.12.1994 года, на основании Директивы ГК ВМФ № 730/1/00568 от 01.07.94 г., управление дивизии и 570-й МРАП расформированы. От дивизии остаётся один 568-й морской ракетоносный полк, в последующие два десятилетия подвергшийся неоднократной реорганизации.
Зоной ответственности полков дивизии была северная часть Тихого океана, а также полностью Охотское и Японское море.

## Отряд управления дивизии
С момента формирования 16-й САД при управлении дивизии сформировано отдельное авиационное звено на транспортных самолётах. Звено дислоцировалось в Корсакове, затем в Знаменском и использовалось в интересах командования штаба СТОФ, затем 10-го АК. По состоянию на 1957 год в звене имелось три самолёта Ли-2, как минимум один самолёт имел держатели внешней бомбовой подвески.
В 1957 году звено было переформировано в отдельный авиационный отряд управления 143-й МТАД. С аэродрома Багерово были получены четыре самолёта Ту-4 (очевидно, это были единственные Ту-4, применявшиеся в боевых частях авиации ВМФ). Три из них вошли в штат отряда, один был зачислен в 568-й полк. Самолёты Ли-2 были переданы в 482-ю ОТАЭ на аэр. Знаменское. Отряд перелетел на аэр. Каменный Ручей и приступил к обучению экипажей полков. Самолёты Ту-4 использовались в отряде до 1959 года, после чего планировалась их передача в 49-й МТАП (Кневичи), однако передачу сочли нецелесообразным и в июле этого года самолёты были утилизированы.
В отряд был передан один Ли-2 (борт № 11 белый) с АС Знаменское. Самолёт использовался для транспортных перевозок по дальнему востоку вплоть до середины 70-х годов, затем был списан и заменён на Ан-26 (борт № 06 синий). Ан-26 эксплуатировался в отряде до 1989 года, затем был передан в формируемую 355-ю ОПСАЭ на АС Май-Гатка (впрочем, через три года эскадрилью перевели на Каменный Ручей и этот самолёт вернулся на свой родной аэродром на свою же стоянку). Самолёт после выработки ресурса передан в Кневичи в 2009 г. на хранение.
По решению СМ СССР № 2476РС от 28/8/1961 года в Авиацию ТОФ передан самолёт Ту-104 СССР-42330. Самолёт переделан в Ту-104Ш-1 и поступил в отряд управления 143-й МРАД, где эксплуатировался вплоть до списания в 1981 году (преимущественно для пассажирских перевозок в интересах командования ТОФ), затем был перетащен в центр гарнизона Монгохто и использовался в качестве детского кафе и видеосалона. Утилизирован в 1994 году после пожара.
Также в отряде имелись три Ан-2 (б/н 01, 02 и 03) и два вертолёта Ми-8Т.

## Состав дивизии
В годы ВОВ:
53-я ОМРАЭ ВМФ с 30.03.42 г. — 1945 г.
100-я ОИАЭ ВМФ с 30.03.42 — 06.1943 г.
101-я ОИАЭ ВМФ с 30.03.42 — 06.1943	г.
31-й ИАП ВМФ с 06.1943 г. (АС Серафимовка)
61-й ИАП ВМФ с 06.1943 г. (АС Новонежино, затем на аэр. Великая Кема и Гроссевичи)
15-е ОАЗ ВУ с 1942 по 1945 г.
60-й ШАП ВМФ.
и части обеспечения.
На 31 декабря 1947 года в составе дивизии числилось 9794 человека л/с.
В послевоенные годы:
568-й МТАП (МРАП) с 1948 по 1994 г.
570-й МТАП (МРАП) с 1961 по 1994 г.
131-я ОБУКАЭ с июля 1950 по июнь 1951 г.
3-й ОИАО (269-я ОИАЭ СпН) 1958—1960
42-й ИАП (1950—1953 г.)
58-й ИАП (1945—1950 г.)
и части обеспечения.

## Авиатехника дивизии
МБР-2, И-16, Як-9, МиГ-15, МиГ-17, МиГ-17СДК, Ил-2, Пе-2, По-2, Ту-2, Ли-2, Ан-2, Ан-26, Ту-4, Ил-4, Ил-28, Ту-16ПЛ, Ту-16Т, Ту-16К, Ту-16КС, Ту-16СПС, Ту-16ЗЩ, Ту-16К-10, Ту-16К-10-26, Ту-104Ш, Ми-8Т, Ту-22М2, Ту-22МП

## Командиры
Бассараб В. С. (1942—1945)
 подполковник Денисов, Константин Дмитриевич (1945—1947)
подполковник Михайлов М. П. (1947)
 Мусатов Николай Алексеевич (1947—1949)
Малинов К. П. (1949—1951)
Жарников В. П. (1951—1954)
Иванов В. Н. (1954—1959)
 генерал-майор авиации Трушкин, Василий Фёдорович (1959—1964)
Лецис Ю. В. (1964—1968)
Нефёдов Ф. Г. (1968—1970)
генерал-майор Шушпанов Павел Степанович (1970—1974)
генерал-майор Аулов В. С. (1974—1976)
генерал-майор Гудков Ю. С. (1976—1980)
генерал-майор Корнев Георгий Георгиевич (1980—1985)
полковник Савицкий А. Н. (1985—1989)
полковник Соснин В. И. (1989—1992)
полковник Бирюков А. Я. (1992—1993)
полковник Куропаткин Владимир Ильич (1993-)